# Llista d'asteroides/182701-182800
| Nom      | Designació provisional | Data de descobriment   | Lloc de descobriment | Descobridor/s              |
| -------- | ---------------------- | ---------------------- | -------------------- | -------------------------- |
| 182701 - | 2001 VB115             | 12 de novembre de 2001 | Socorro              | LINEAR                     |
| 182702 - | 2001 VY119             | 12 de novembre de 2001 | Socorro              | LINEAR                     |
| 182703 - | 2001 VD124             | 12 de novembre de 2001 | Anderson Mesa        | LONEOS                     |
| 182704 - | 2001 WB3               | 16 de novembre de 2001 | Kitt Peak            | Spacewatch                 |
| 182705 - | 2001 WX7               | 17 de novembre de 2001 | Socorro              | LINEAR                     |
| 182706 - | 2001 WG10              | 17 de novembre de 2001 | Socorro              | LINEAR                     |
| 182707 - | 2001 WA12              | 17 de novembre de 2001 | Socorro              | LINEAR                     |
| 182708 - | 2001 WJ13              | 17 de novembre de 2001 | Socorro              | LINEAR                     |
| 182709 - | 2001 WX15              | 25 de novembre de 2001 | Socorro              | LINEAR                     |
| 182710 - | 2001 WJ16              | 17 de novembre de 2001 | Socorro              | LINEAR                     |
| 182711 - | 2001 WZ16              | 17 de novembre de 2001 | Socorro              | LINEAR                     |
| 182712 - | 2001 WQ18              | 17 de novembre de 2001 | Socorro              | LINEAR                     |
| 182713 - | 2001 WK20              | 17 de novembre de 2001 | Socorro              | LINEAR                     |
| 182714 - | 2001 WN25              | 17 de novembre de 2001 | Socorro              | LINEAR                     |
| 182715 - | 2001 WA38              | 17 de novembre de 2001 | Socorro              | LINEAR                     |
| 182716 - | 2001 WZ40              | 17 de novembre de 2001 | Socorro              | LINEAR                     |
| 182717 - | 2001 WO46              | 19 de novembre de 2001 | Socorro              | LINEAR                     |
| 182718 - | 2001 WR47              | 19 de novembre de 2001 | Anderson Mesa        | LONEOS                     |
| 182719 - | 2001 WP53              | 19 de novembre de 2001 | Socorro              | LINEAR                     |
| 182720 - | 2001 WW54              | 19 de novembre de 2001 | Socorro              | LINEAR                     |
| 182721 - | 2001 WE56              | 19 de novembre de 2001 | Socorro              | LINEAR                     |
| 182722 - | 2001 WC57              | 19 de novembre de 2001 | Socorro              | LINEAR                     |
| 182723 - | 2001 WL58              | 19 de novembre de 2001 | Socorro              | LINEAR                     |
| 182724 - | 2001 WN68              | 20 de novembre de 2001 | Socorro              | LINEAR                     |
| 182725 - | 2001 WF70              | 20 de novembre de 2001 | Socorro              | LINEAR                     |
| 182726 - | 2001 WY80              | 20 de novembre de 2001 | Socorro              | LINEAR                     |
| 182727 - | 2001 WA100             | 24 de novembre de 2001 | Socorro              | LINEAR                     |
| 182728 - | 2001 WM100             | 16 de novembre de 2001 | Kitt Peak            | Spacewatch                 |
| 182729 - | 2001 WR100             | 16 de novembre de 2001 | Kitt Peak            | Spacewatch                 |
| 182730 - | 2001 WX103             | 21 de novembre de 2001 | Apache Point         | SDSS                       |
| 182731 - | 2001 XW1               | 7 de desembre de 2001  | Socorro              | LINEAR                     |
| 182732 - | 2001 XH6               | 7 de desembre de 2001  | Socorro              | LINEAR                     |
| 182733 - | 2001 XV45              | 9 de desembre de 2001  | Socorro              | LINEAR                     |
| 182734 - | 2001 XW45              | 9 de desembre de 2001  | Socorro              | LINEAR                     |
| 182735 - | 2001 XE47              | 9 de desembre de 2001  | Socorro              | LINEAR                     |
| 182736 - | 2001 XX53              | 10 de desembre de 2001 | Socorro              | LINEAR                     |
| 182737 - | 2001 XZ69              | 11 de desembre de 2001 | Socorro              | LINEAR                     |
| 182738 - | 2001 XS70              | 11 de desembre de 2001 | Socorro              | LINEAR                     |
| 182739 - | 2001 XZ71              | 11 de desembre de 2001 | Socorro              | LINEAR                     |
| 182740 - | 2001 XT74              | 11 de desembre de 2001 | Socorro              | LINEAR                     |
| 182741 - | 2001 XU77              | 11 de desembre de 2001 | Socorro              | LINEAR                     |
| 182742 - | 2001 XW78              | 11 de desembre de 2001 | Socorro              | LINEAR                     |
| 182743 - | 2001 XM84              | 11 de desembre de 2001 | Socorro              | LINEAR                     |
| 182744 - | 2001 XF90              | 10 de desembre de 2001 | Socorro              | LINEAR                     |
| 182745 - | 2001 XY104             | 14 de desembre de 2001 | Kitt Peak            | Spacewatch                 |
| 182746 - | 2001 XV105             | 10 de desembre de 2001 | Socorro              | LINEAR                     |
| 182747 - | 2001 XS107             | 10 de desembre de 2001 | Socorro              | LINEAR                     |
| 182748 - | 2001 XJ110             | 11 de desembre de 2001 | Socorro              | LINEAR                     |
| 182749 - | 2001 XA118             | 13 de desembre de 2001 | Socorro              | LINEAR                     |
| 182750 - | 2001 XK124             | 14 de desembre de 2001 | Socorro              | LINEAR                     |
| 182751 - | 2001 XP129             | 14 de desembre de 2001 | Socorro              | LINEAR                     |
| 182752 - | 2001 XS131             | 14 de desembre de 2001 | Socorro              | LINEAR                     |
| 182753 - | 2001 XZ133             | 14 de desembre de 2001 | Socorro              | LINEAR                     |
| 182754 - | 2001 XQ136             | 14 de desembre de 2001 | Socorro              | LINEAR                     |
| 182755 - | 2001 XF143             | 14 de desembre de 2001 | Socorro              | LINEAR                     |
| 182756 - | 2001 XZ148             | 14 de desembre de 2001 | Socorro              | LINEAR                     |
| 182757 - | 2001 XR152             | 14 de desembre de 2001 | Socorro              | LINEAR                     |
| 182758 - | 2001 XO161             | 14 de desembre de 2001 | Socorro              | LINEAR                     |
| 182759 - | 2001 XL162             | 14 de desembre de 2001 | Socorro              | LINEAR                     |
| 182760 - | 2001 XX162             | 14 de desembre de 2001 | Socorro              | LINEAR                     |
| 182761 - | 2001 XY166             | 14 de desembre de 2001 | Socorro              | LINEAR                     |
| 182762 - | 2001 XD167             | 14 de desembre de 2001 | Socorro              | LINEAR                     |
| 182763 - | 2001 XT180             | 14 de desembre de 2001 | Socorro              | LINEAR                     |
| 182764 - | 2001 XL184             | 14 de desembre de 2001 | Socorro              | LINEAR                     |
| 182765 - | 2001 XY201             | 14 de desembre de 2001 | Kitt Peak            | Spacewatch                 |
| 182766 - | 2001 XX202             | 11 de desembre de 2001 | Socorro              | LINEAR                     |
| 182767 - | 2001 XZ209             | 11 de desembre de 2001 | Socorro              | LINEAR                     |
| 182768 - | 2001 XD216             | 14 de desembre de 2001 | Socorro              | LINEAR                     |
| 182769 - | 2001 XL219             | 15 de desembre de 2001 | Socorro              | LINEAR                     |
| 182770 - | 2001 XZ223             | 15 de desembre de 2001 | Socorro              | LINEAR                     |
| 182771 - | 2001 XD233             | 15 de desembre de 2001 | Socorro              | LINEAR                     |
| 182772 - | 2001 XP242             | 14 de desembre de 2001 | Socorro              | LINEAR                     |
| 182773 - | 2001 XU242             | 14 de desembre de 2001 | Socorro              | LINEAR                     |
| 182774 - | 2001 XC253             | 14 de desembre de 2001 | Socorro              | LINEAR                     |
| 182775 - | 2001 XC256             | 5 de desembre de 2001  | Haleakala            | NEAT                       |
| 182776 - | 2001 XJ261             | 11 de desembre de 2001 | Socorro              | LINEAR                     |
| 182777 - | 2001 YC7               | 17 de desembre de 2001 | Socorro              | LINEAR                     |
| 182778 - | 2001 YK22              | 18 de desembre de 2001 | Socorro              | LINEAR                     |
| 182779 - | 2001 YR49              | 18 de desembre de 2001 | Socorro              | LINEAR                     |
| 182780 - | 2001 YH63              | 18 de desembre de 2001 | Socorro              | LINEAR                     |
| 182781 - | 2001 YO97              | 17 de desembre de 2001 | Socorro              | LINEAR                     |
| 182782 - | 2001 YW112             | 18 de desembre de 2001 | Palomar              | NEAT                       |
| 182783 - | 2001 YH123             | 17 de desembre de 2001 | Socorro              | LINEAR                     |
| 182784 - | 2001 YX123             | 17 de desembre de 2001 | Socorro              | LINEAR                     |
| 182785 - | 2001 YJ134             | 17 de desembre de 2001 | Socorro              | LINEAR                     |
| 182786 - | 2001 YU158             | 18 de desembre de 2001 | Apache Point         | SDSS                       |
| 182787 - | 2002 AE8               | 5 de gener de 2002     | Kitt Peak            | Spacewatch                 |
| 182788 - | 2002 AX11              | 10 de gener de 2002    | Campo Imperatore     | CINEOS                     |
| 182789 - | 2002 AJ17              | 9 de gener de 2002     | Socorro              | LINEAR                     |
| 182790 - | 2002 AJ18              | 8 de gener de 2002     | Cima Ekar            | Asiago-DLR Asteroid Survey |
| 182791 - | 2002 AN19              | 8 de gener de 2002     | Socorro              | LINEAR                     |
| 182792 - | 2002 AM23              | 5 de gener de 2002     | Haleakala            | NEAT                       |
| 182793 - | 2002 AG30              | 9 de gener de 2002     | Socorro              | LINEAR                     |
| 182794 - | 2002 AN46              | 9 de gener de 2002     | Socorro              | LINEAR                     |
| 182795 - | 2002 AX47              | 9 de gener de 2002     | Socorro              | LINEAR                     |
| 182796 - | 2002 AS56              | 9 de gener de 2002     | Socorro              | LINEAR                     |
| 182797 - | 2002 AP58              | 9 de gener de 2002     | Socorro              | LINEAR                     |
| 182798 - | 2002 AH69              | 13 de gener de 2002    | Kitt Peak            | Spacewatch                 |
| 182799 - | 2002 AN72              | 8 de gener de 2002     | Socorro              | LINEAR                     |
| 182800 - | 2002 AA88              | 9 de gener de 2002     | Socorro              | LINEAR                     |